# Ruhulláh Jomeí
Ruhulláh Jomeí (en persa: روح لله جمعه ای‎) es un político y periodista iraní. Ha ejercido como viceministro y consejero de Interior en la República Islámica de Irán. Ha sido también vicedirector de la agencia oficial de prensa de su país.